# Thoisy-le-Désert
 Thoisy-le-Désert  es una población y comuna francesa, en la región de Borgoña, departamento de Côte-d'Or, en el distrito de Beaune y cantón de Pouilly-en-Auxois.

## Demografía
| 225 | 193 | 157 | 149 | 147 | 163 |
| Para los censos de 1962 a 1999 la población legal corresponde a la población sin duplicidades (Fuente: INSEE [Consultar]) |     |     |     |     |     |